# DNS round robin
DNS Round Robin es una técnica de distribución de carga, balanceo de carga o tolerancia a fallos de aprovisionamiento múltiple y redundante de servidores de servicios IP, por ejemplo, servidores web o servidores FTP, mediante la gestión de nombres de dominio del sistema para hacer frente a las peticiones de los equipos cliente según un modelo estadístico adecuado.
En su implementación más simple DNS Round-Robin es capaz de responder las peticiones DNS no sólo con una única dirección IP, sino con una lista de direcciones IP de varios servidores que ofrezcan servicios idénticos. El orden en que las direcciones IP de la lista se devuelve, es la base del término Round-Robin. Con cada respuesta de DNS, es permutada la secuencia de direcciones IP en la lista. Por lo general, los clientes IP básicos intentan conectar con la primera dirección devuelta de la consulta DNS a fin de que en los clientes al realizar diferentes intentos, puedan recibir el servicio de diferentes proveedores, con lo que la distribución de la carga global se distribuya entre los servidores.
No existe un procedimiento estándar para decidir qué dirección será utilizada por la aplicación solicitante. Algunos resolvedores tratan de reordenar la lista para dar prioridad a redes numéricamente más "próximas". Algunos clientes de escritorio prueban con direcciones alternativas después de un tiempo de espera de conexión de 30-45 segundos.
DNS Round Robin se utiliza a menudo para equilibrar la carga de los servidores web distribuidos geográficamente. Por ejemplo, una empresa que tiene un nombre de dominio y tres sitios web idénticos que residen en tres servidores con tres direcciones IP diferentes. Cuando un usuario accede a la página de inicio será enviado a la primera dirección IP. El segundo usuario que accede a la página de inicio será enviado a la siguiente dirección IP, y el tercer usuario será enviado a la tercera dirección IP. En cada caso, una vez que la dirección IP se entregue, se va al final de la lista. El cuarto usuario, por lo tanto, será enviado a la primera dirección IP, y así sucesivamente.